# علي الشهيب
علي سلمان الشهيب مواليد 10 أغسطس 2000 في الأحساء، السعودية، هو لاعب كرة قدم سعودي يلعب لنادي العمران.

## مسيرة اللاعب
لعب في نادي الفتح ونادي النهضة ونادي العمران.